# Paul Cameron
Paul Cameron (Montréal, 30 maggio 1958) è un direttore della fotografia canadese.

## Filmografia

### Fotografia

#### Cinema
- Una cena quasi perfetta (The Last Supper), regia di Stacy Title (1995)
- Fuori in 60 secondi (Gone in 60 Seconds), regia di Dominic Sena (2000)
- Codice: Swordfish (Swordfish), regia di Dominic Sena (2001)
- Man on Fire - Il fuoco della vendetta (Man on Fire), regia di Tony Scott (2004)
- Collateral, regia di Michael Mann (2004)
- Déjà vu - Corsa contro il tempo (Déjà vu), regia di Tony Scott (2006)
- Il bacio che aspettavo (In the Land of Women), regia di Jon Kasdan (2007)
- Henry's Crime, regia di Malcolm Venville (2010)
- Total Recall - Atto di forza (Total Recall), regia di Len Wiseman (2012)
- 40 carati (Man on a Ledge), regia di Asger Leth (2012)
- Dead Man Down - Il sapore della vendetta (Dead Man Down), regia di Niels Arden Oplev (2013)
- Pirati dei Caraibi - La vendetta di Salazar (Pirates of the Caribbean: Dead Men Tell No Tales), regia di Joachim Rønning e Espen Sandberg (2017)
- L'uomo sul treno - The Commuter (The Commuter), regia di Jaume Collet-Serra (2018)
- City of Crime (21 Bridges), regia di Brian Kirk (2019)
- Frammenti dal passato - Reminiscence (Reminiscence), regia di Lisa Joy (2021)

#### Televisione
- Westworld - Dove tutto è concesso (Westworld) – serie TV, episodi 1x01-3x01 (2016-2020)
- Lioness – serie TV, episodi 1x01-1x02 (2023)

### Regista
- Westworld - Dove tutto è concesso (Westworld) – serie TV, episodio 3x04-4x04 (2020-2022)
- Mayor of Kingstown – serie TV, episodi 3x05-3x06 (2024)